# فرانس ويلهلم يندكفيست
فرانس ويلهلم يندكفيست (بالسويدية: Frans Lindqvist)‏ هو مخترِع ومهندس سويدي، ولد في 16 مارس 1862 في  في السويد، وتوفي في 17 سبتمبر 1931 في Engelbrekt Parish ‏ في السويد.